# Kierinkosaari
Kierinkosaari är en ö i Finland. Den ligger i sjön Iso-Tarjanne och i kommunen Ruovesi i den ekonomiska regionen  Övre Birkalands ekonomiska region  och landskapet Birkaland, i den södra delen av landet, 220 km norr om huvudstaden Helsingfors. Öns area är 8,6 hektar och dess största längd är 420 meter i sydöst-nordvästlig riktning.